# Владимир Кепен
Владимир Петрович Кепен (рус. Владимир Петрович Кёппен, Санкт Петербург, 25. септембар 1846 — Грац, 22. јун 1940) је био један од најзначајнијих географа, климатолога, метеоролога и ботаничара краја XIX века и почетка XX века. Најпознатији је по својој класификацији климата која се и данас користи широм света.

## Биографија
Рођен је у Санкт Петербургу у Русији 1846. године, а порекло води из Немачке. Његов деда по струци лекар, емигрирао је по позиву руске царице Катарине II, са задатком да побољшања хигијене у тадашњим руским провинцијама. Његов син Петар, Владимиров отац, био је познат географ и историчар Русије тог доба. То је Кепена навело да се у будућности определи за своју струку. Средњу школу је завршио у Симферопољу, а студије ботанике уписао је 1864. у Санкт Петербургу. Често је са породицом путовао на релацији Крим — Санкт Петербург, где се бавио истраживањем и проучавањем флоре, као и утицаја климе на исту. Године 1867. на Универзитету у Хајделбергу одбранио је докторат са темом утицаја температуре на гајење биљака.

## Допринос науци
Кепен је између 1872. и 1873. године био запослен у „Руској метеоролошкој служби“, да би се две године касније вратио у Немачку и наставио свој рад у „Немачком маринском центру за метеорологију“. Био је задужен за прогнозу времена на мору и копну северног дела земље.
Убрзо је отпочео експериментисање са временом и метеоролошким балонима у циљу прикупљања података о стању у горњој атмосфери. Своја истраживања је објавио 1884. године. Тај рад био је основа за климатску класификацију коју је објавио 1900, а коначна верзија завршена је 1936. године. Кепен је био упознат и са палеоклиматологијом, а 1924. године објавио је са својим зетом Алфредом Вегенером дело „Клима геолошке прошлости“ (Die Klimate der Geologischen Vorzeit), које ће Милутину Миланковићу бити основица за теорију ледених доба.
Пред крај живота сарађивао је са немачким климатологом Рудолфом Гајгером, са којим написао петотомно дело „Климатологија“ (Handbuch der Klimatologie). Након његове смрти 1940. године, Гајгер је наставио рад на климатској класификацији и њеном побољшању. Владимир Кепен се залагао за употребу есперанта зарад мира у свету.

## Дела
- — (Класификација климата), 1900. године (допуњено 1936)
- — (Клима геолошке прошлости), 1924. године
- — (Климатологија, 5 томова), 1935—1940. године